# 圣若昂-杜马纽阿苏
圣若昂-杜马纽阿苏是巴西米纳斯吉拉斯州的一个市镇。总面积142.51平方公里，总人口9394人，人口密度65.9人/平方公里。